# Jonathan Humphreys
Pour les articles homonymes, voir Humphreys.
Pas d'image ? Cliquez ici

a Compétitions nationales et continentales officielles uniquement.

b Matchs officiels uniquement.
Dernière mise à jour le 1er novembre 2017.
Jonathan Matthews Humphreys est un joueur et entraineur de rugby à XV international gallois, né le 27 février 1969 à Bridgend (Pays de Galles). Il évolue au poste de talonneur, il est capitaine du pays de Galles à 19 reprises. Il entraîne depuis 2017 les avants des Glasgow Warriors après avoir entraîné ceux de l'équipe d'Écosse de rugby à XV de 2013 à 2017.

## Biographie

### Joueur
Il honore sa première cape internationale en équipe du pays de Galles le 31 mai 1995 contre l'équipe de Nouvelle-Zélande. Il est capitaine dès 1955 et à 19 reprises dans sa carrière,
Après avoir participé à deux coupes du monde entre 1995 et 1999, il ne joue plus en équipe nationale (à 34 ans) après 2003.

### Reconversion comme entraineur
Humphreys est entraineur des avants des Ospreys avant de rejoindre Scott Johnson en 2013 pour prendre en charge les avants de l'équipe d'Écosse de rugby à XV, il travaille en 2009 avec Scott Johnson aux Ospreys, ce dernier est le directeur du rugby de la franchise.
Il a travaillé avec les Ospreys de 2006 à 2013, remportant 3 Ligues celtes (ou Pro12) (2007, 2010, 2012) et 1 coupe anglo-galloise (2008).
Il est toujours en place pour le tournoi des Six Nations 2015 avec le nouveau sélectionneur, Vern Cotter.
En 2017, il devient entraîneur des avants de la province écossaisse des Glasgow Warriors. En 2019, il est nommé entraîneur des avants de l'équipe du pays de Galles auprès du nouveau sélectionneur Wayne Pivac.

## Palmarès

### Entraîneur
- Finaliste du Pro14 en 2019

## Statistiques

### En équipe nationale
- 35 sélections
- 10 points (2 essais)
- Capitaine (19)
- Sélections par année : 4 en 1995, 11 en 1996, 6 en 1997, 7 en 1998, 5 en 1999 et 2 en 2003
- En coupe du monde :
  - 1999 : 1 rencontre, contre le Japon
  - 1995 : 2 rencontres, contre la Nouvelle-Zélande et l'Irlande